# Corey Baird
Corey Baird, né le 30 janvier 1996 à Poway aux États-Unis, est un joueur international américain de soccer. Il joue au poste d'attaquant au San Diego FC.

## Biographie

### En club
Lors de la saison 2018 de MLS, il inscrit huit buts.
Le 11 janvier 2021, il est transféré au Los Angeles FC en contrepartie de 500 000 dollars en allocation générale, une place internationale pour la saison 2021 et de futures considérations. Quelques mois et seulement treize apparitions (trois buts) plus tard, il est transféré pour 750 000 dollars en allocation générale et une place internationale au Dynamo de Houston le 30 juillet 2021.

### En équipe nationale
Il joue son premier match avec la sélection des États-Unis le 28 janvier 2019, en amical contre le Panama (victoire 3-0).